# 柳子溝
柳子溝，原寫為柳仔溝，是臺灣嘉義縣溪口鄉的一個傳統地域名稱，位於該鄉東南部。相較於今日行政區，其範圍大致包括柳溝村、疊溪村西部邊界地帶。

## 歷史
台灣日治初期，柳子溝地區為一街庄（舊制街庄），稱為「柳仔溝庄」，隸屬於打貓南堡。該庄東北隔三疊溪與下埤頭庄為界，東南與三疊溪庄、頂藔庄為鄰，西南邊為番仔庄、本廳庄，西北邊為上崙庄、頂坪庄。
1901年（日治明治三十四年）11月11日，全台設置二十廳，該庄隸屬於嘉義廳。1904年（明治三十七年）2月15日，該庄編入「崙仔頂區」，隸屬於嘉義廳。1909年（明治四十二年）10月25日，全台整併二十廳為十二廳，該庄仍隸屬於嘉義廳。1910年（明治四十三年）1月18日，各區管轄區域調整，該庄改隸屬於嘉義廳的「雙溪口區」。
1920年（大正九年）10月1日，全台廢十二廳改設五州二廳，該庄改制並雅化為「柳子溝」大字，隸屬於臺南州嘉義郡溪口庄（新制街庄）。
戰後溪口庄改制為溪口鄉，隸屬於臺南縣，大字亦改制為村。1950年（民國39年）10月，雲、嘉、南分治，溪口鄉改隸屬於嘉義縣。

## 聚落
本地區發展較早的聚落有南靖厝、柳仔溝、阿連等，在日治期初期的官方地圖上已有記載。

## 交通
國道1號又稱「中山高速公路」，是台灣西部兩條縱向高速公路之一，經過本地區東端。最近的交流道在北側是縣道162號交會處的大林交流道，在南側是縣道164號交會處的民雄交流道。由此等可快速前往國道1號沿線各地。
鄉道嘉88線是崙尾至頂土庫的道路。
鄉道嘉91線是溪口至南靖厝的道路（直達）。
鄉道嘉92線是下崙至下員林的道路。
鄉道嘉93線是溪口至南靖厝的道路（繞經阿蓮）。
鄉道嘉93-2線是下坪至柳仔溝的道路。

## 學校
- 柳溝國小